# Rajd 4 Regioni 1982
Rajd 4 Regioni 1982 (12. Rally 4 Regioni) – 12 edycja rajdu samochodowego Rajd 4 Regioni rozgrywanego we Włoszech. Rozgrywany był od 20 do 22 maja 1982 roku. Była to dziewiętnasta runda Rajdowych Mistrzostw Europy w roku 1982 (rajd miał najwyższy współczynnik – 4).

## Klasyfikacja rajdu
| Miejsce                                        | Kierowca                                       | Pilot                                          | Samochód                                       | Czas                                           | Strata                                         |                                                |
| Klasyfikacja generalna, ERC i mistrzostw Włoch | Klasyfikacja generalna, ERC i mistrzostw Włoch | Klasyfikacja generalna, ERC i mistrzostw Włoch | Klasyfikacja generalna, ERC i mistrzostw Włoch | Klasyfikacja generalna, ERC i mistrzostw Włoch | Klasyfikacja generalna, ERC i mistrzostw Włoch | Klasyfikacja generalna, ERC i mistrzostw Włoch |
| ---------------------------------------------- | ---------------------------------------------- | ---------------------------------------------- | ---------------------------------------------- | ---------------------------------------------- | ---------------------------------------------- | ---------------------------------------------- |
| 1.                                             | Luigi Battistolli                              | Fabio Penariol                                 | Opel Ascona 400                                | 5:47:30                                        | 0.0                                            |                                                |
| 2.                                             | Antonio Fassina                                | Roberto Dalpozzo                               | Opel Ascona 400                                | 5:48:36                                        | +1:06                                          |                                                |
| 3.                                             | Miki Biasion                                   | Tiziano Siviero                                | Opel Ascona 400                                | 5:49:45                                        | +2:15                                          |                                                |
| 4.                                             | Andrea Zanussi                                 | Arnaldo Bernacchini                            | Lancia 037 Rally                               | 5:51:14                                        | +3:44                                          |                                                |
| 5.                                             | Federico Ormezzano                             | Claudio Berro                                  | Talbot Sunbeam Lotus                           | 5:57:12                                        | +9:42                                          |                                                |
| 6.                                             | Gabriele Noberasco                             | Andrea Ulivi                                   | Fiat 131 Abarth                                | 6:02:39                                        | +15:09                                         |                                                |
| 7.                                             | Malcolm Wilson                                 | Phil Short                                     | Ford Escort RS 1800 MKII                       | 6:04:08                                        | +16:38                                         |                                                |
| 8.                                             | Amedeo Gerbino                                 | Alessandro Cavalleri                           | Opel Kadett GT/E                               | 6:17:45                                        | +30:15                                         |                                                |
| 9.                                             | Filippo Musti                                  | Giuseppe Fiori                                 | Fiat 131 Abarth                                | 6:18:56                                        | +31:26                                         |                                                |
| 10.                                            | Antonella Mandelli                             | Tiziana Borghi                                 | Fiat 131 Abarth                                | 6:25:37                                        | +38:07                                         |                                                |